# Eupithecia caeca
Eupithecia caeca là một loài bướm đêm trong họ Geometridae.